# Ema Fujisawa
Pour les articles homonymes, voir Fujisawa (homonymie).
Ema Fujisawa (藤澤 恵麻, Fujisawa Ema), née le 26 décembre 1982 à Takamatsu, est une actrice japonaise.

## Filmographie partielle
- 2005 : Kidan
- 2006 : Lovely Complex : Risa Koizumi
- 2006 : Udon
- 2008 : Kekkon shiyō yo : Shiori Katori
- 2008 : Tengoku wa mada tōku
- 2009 : Goemon: The Freedom Fighter
- 2013 : Far Away, So Close : Hiroko Takenishi